# プレイ・ピアノ・プレイ-ライヴ・イン・ヨーロッパ
『プレイ・ピアノ・プレイ〜大西順子トリオ・イン・ヨーロッパ』（Junko Onishi Trio in europe play, piano, play）は、ジャズ・ピアニストの大西順子が1996年に発表した6枚目のアルバム。

## 解説
本作は、大西順子の初の海外メジャーJAZZフェスティバルでの演奏を記録したものである。モントルー・ジャズ・フェスティバルでの演奏の映像は、『JUNKO ONISHI TRIO at the Montreux Jazz Festival』というタイトルで販売された。

## 収録曲
| #         | タイトル                       | 作詞      | 作曲               | 時間  |
| --------- | ------------------------------ | --------- | ------------------ | ----- |
| 1.        | 「プレイ・ピアノ・プレイ」     | -         | エロール・ガーナー | 5:20  |
| 2.        | 「ハウ・ハイ・ザ・ムーン」     | -         | モーガン・ルイス   | 13:07 |
| 3.        | 「スラッグス」                 | -         | 大西順子           | 7:46  |
| 4.        | 「トリニティ」                 | -         | 大西順子           | 7:11  |
| 5.        | 「ポートレイト・イン・ブルー」 | -         | 大西順子           | 10:08 |
| 6.        | 「クトゥービアにて」           | -         | 大西順子           | 11:31 |
| 7.        | 「ザ・ジャングラー」           | -         | 大西順子           | 6:47  |
| 合計時間: | 合計時間:                      | 合計時間: | 61:50              |       |

## アルバム参加ミュージシャン
- 大西順子 - ピアノ
- 荒巻茂生 - ベース
- 原大力 - ドラムス

## 制作クレジット
- エグゼクティブ・プロデューサー - 行方均
- コ・プロデューサー - 大西順子
- ミキシング・エンジニア - 小貝俊一
- マスタリング・エンジニア - 岡崎好雄
- ツアー・コーディネイト - John Nugent, Noriaki Tanaka
- カバー・インナー・スリーブ写真 - エドワード・キュルショ
- アートディレクション - 多久薫
- A&R ディレクター - 津下佳子
- ライナーノーツ - 藤本史昭

## 受賞歴
- 「スイングジャーナル」主催第30回（1996年度）日本ジャズ賞[1]

## リリース日一覧
| 地域 | リリース日     | レーベル                                  | 規格                   | カタログ番号 | 備考                           |
| ---- | -------------- | ----------------------------------------- | ---------------------- | ------------ | ------------------------------ |
| 日本 | 1993年7月21日  | Somethin' Else (東芝EMI)                  | 12cmCD                 | TOCJ-5583    |                                |
| 日本 | 2004年4月1日   | EMIミュージック・ジャパン                 | デジタル・ダウンロード | 94631411854  | mora AAC-LC 320kbps            |
| 日本 | 2004年4月1日   | EMIミュージック・ジャパン                 | デジタル・ダウンロード | A1000043731  | レコチョク                     |
| 日本 | 2004年4月1日   | EMIミュージック・ジャパン                 | デジタル・ダウンロード | B00462BSFY   | アマゾン mp3                   |
| 日本 | 2004年10月20日 | EMIミュージック・ジャパン                 | デジタル・ダウンロード | 8d6kgx6jbb45 | MSN Music mp3                  |
| 日本 | 2005年8月4日   | EMIミュージック・ジャパン                 | デジタル・ダウンロード | 728264373    | iTunes Store                   |
| 日本 | 2016年6月22日  | Somethin' Else (ユニバーサルミュージック) | 12cmCD                 | UCCJ-4158    | 24ビットリマスタリング、SHM-CD |